# 성황묘

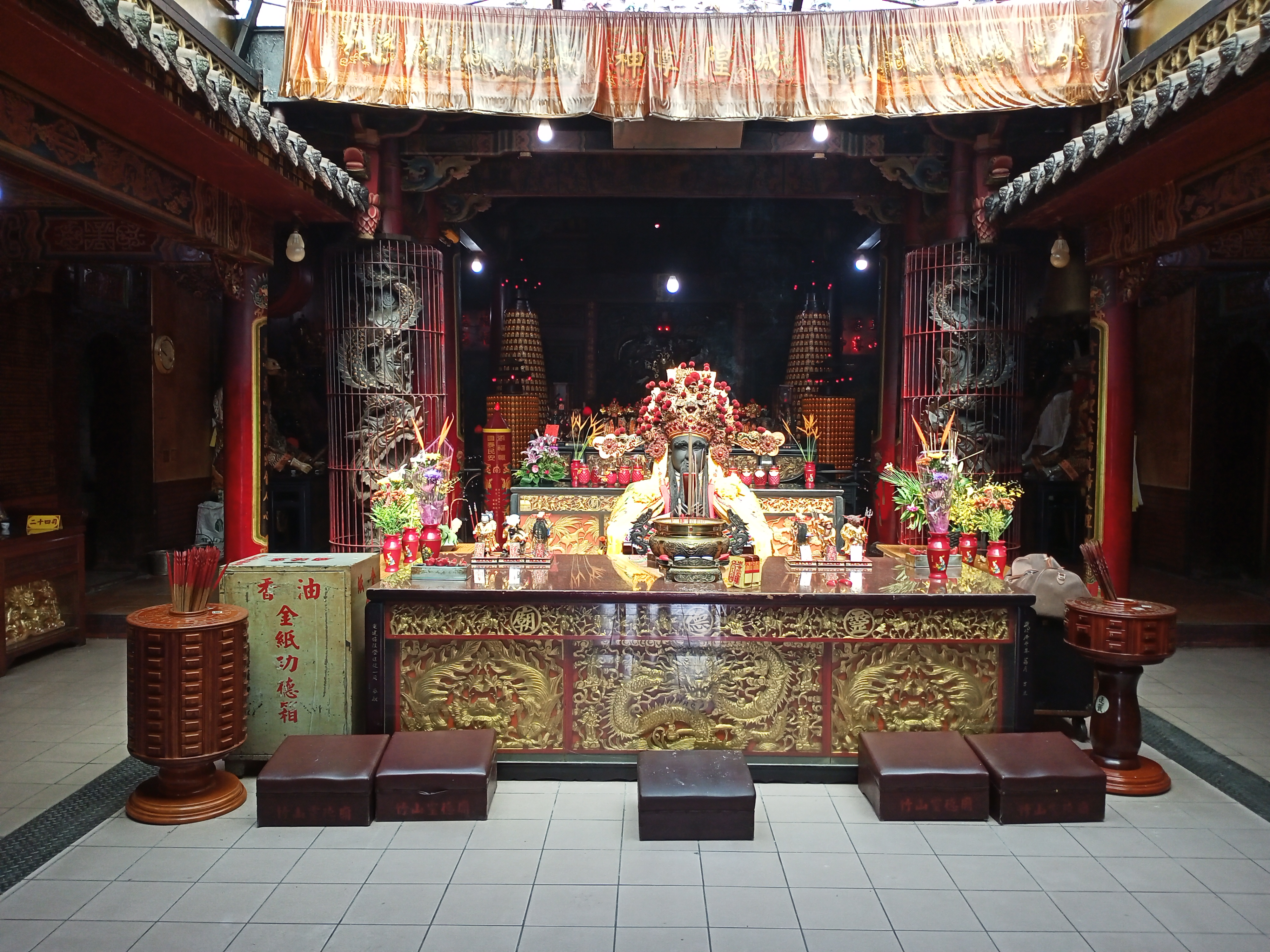

성황묘(城隍廟)는 성황신(城隍神)을 제사지내기 위한 공간으로써의 사당이다. 도시 외곽을 두른「성」(성벽)과 「황」(해자)에 대한 신앙에서 비롯되었다. 중국 문화에서는 성황신은 도시의 수호신으로 그 전신(前身)은 《주관》(周官)에 팔신(八神)의 하나로 등장하는 수용신(水庸神)이다.
다만 그 신격(神格) 자체는 그렇게까지 높지는 않으며, 《서유기》(西遊記) 등에서는 심부름꾼 비슷한 역할로 등장하는 경우가 많다.

## 역사
성벽과 해자를 통칭하는 「성황」이라는 단어는 고대 중국 후한(後漢)의 반고(班固)가 지은 《서도부서》(西都賦序)에 등장하는 것이 최초이나, 제사에 대해서는 기술하지 않았다. 「성황」은 수용(水庸) 즉 도랑과 성벽을 가리킨다고도 하며 농업에 관련된 여덟 종의 제사인 팔사(八蜡)의 하나로써 《예기》(礼記) 교특생(郊特牲)에 보이는 말이 기원이 되었다는 설이 유력하다.
명확한 기록으로써는 당대(唐代)에 저술된 《북제서》(北斉書) 모용엄전(慕容儼伝)에 「성황신(城隍神)」을 제사하는 사당이 있었다는 기록이 최초로, 당 현종(唐玄宗) 시대 중서령(中書令)을 지냈던 장열(張説)이 성황당에 제사지냈던 제성황문(祭城隍文)이 전하고 있어, 이 무렵에도 성황묘 신앙이 널리 퍼져 있었음을 알 수 있다. 현존하는 성황묘 가운데 연대가 가장 오래된 것으로 알려진 것은 푸젠성(福建省) 푸저우시(福州市)의 구러우 구에 있는 복건도성황묘(福建都城隍廟)로 서진(西晋) 태강(太康) 연간(280년 ~ 289년)에 세워진 것으로 전한다.
송대(宋代)에 이르면 국가행사의 하나로써 성황신을 제사지내는 기조가 생겨났고, 성황신의 부인으로써 성황부인(城隍夫人)도 함께 제사지내게 되었다. 명대(明代)에는 태조 홍무제(洪武帝)가 특별히 성황묘에 대한 신앙이 두터웠는데, 이는 홍무제 자신이 토지묘에서 태어났다는 개인적인 연고도 한몫하였다. 홍무(洪武) 2년(1369년) 황제 주원장(朱元璋)은 천하 각지의 모든 성황신에 대한 봉호를 더하고, 아울러 각지 성황묘에 등급을 매겨 도(都), 부(府), 주(州), 현(縣)의 4급으로 나누었다. 이후 명대 중국에서는 성황묘 제사가 제도화되어 도시마다 성황묘가 세워졌다.
청조(清朝)에서도 명대의 제사를 이어받아 국가행사로써 지방관리가 매달 초하루와 보름날에 성황묘를 참배하도록 《흠정대청회전사례》(欽定大清会典事例)에 규정되어 있었다.
근대에 이르면 타이완(台湾)의 경우 일본 식민지 시절 이른바 황민화운동(皇民化運動)에 의해 일본 신토(神道)의 신인 아마테라스 오오미카미(天照大神)나 그 후손으로 자처했던 천황(天皇) 자체에 대한 숭배를 장려하면서 성황묘 신앙을 탄압하였으며, 중국 대륙에서는 문화대혁명(文化大革命)의 와중에 수많은 성황묘가 파괴되었다. 이후 민간신앙으로써 차츰 부활하였다.
성황묘 신앙은 중국 뿐 아니라 한반도와 베트남, 싱가포르 등지로 퍼져나갔다.

## 같이 보기
- 상하이 성황묘
- 서낭당